# 1594년
1594년은 토요일로 시작하는 평년이다.

## 연호
- 명(明) 만력(萬曆) 22년
- 일본(日本) 분로쿠(文禄) 3년
- 후 레 왕조(後黎朝) 꽝흥(光興) 17년
- 막 왕조(莫朝) 끼엔통(乾統) 2년

## 기년
- 류큐(琉球) 쇼네이왕(尚寧王) 6년
- 명(明) 신종 만력제(神宗 萬曆帝) 22년
- 조선(朝鮮) 선조(宣祖) 27년
- 후 레 왕조(後黎朝) 세종(世宗) 22년

## 사건
- 1월 3일 - 송유진의 난 발생
- 4월 23일 - 제2차 당항포 해전 발발.
- 11월 12일 ~ 12월 29일 - 장문호 해전 발발.

## 탄생
- 5월 29일 - 신성 로마 제국의 육군 원수 고트프리트 하인리히 추 파펜하임 백작. (~1632년)
- 6월 15일 - 프랑스의 화가 니콜라 푸생. (~1665년)
- 8월 16일 - 조선 16대 국왕 인조의 정비 인열왕후. (~1636년)
- 12월 9일 - 스웨덴의 국왕이자 30년 전쟁 프로테스탄트측 지도자 구스타브 2세 아돌프. (~1632년)
- 12월 13일 - 조선 중기의 군인 임경업. (~1646년)

## 사망
- 2월 7일 - 조선의 문인 송강 정철. (1536년~)
- 7월 - 지로라모 메이이(Girolamo Mei), 역사가